# Prymnesium parvum
Prymnesium parvum – gatunek haptofitów występujących w różnych typach wód. Jeden z gatunków dających toksyczne zakwity.
Po raz pierwszy opisano na podstawie osobników zebranych ze słonawego stawu w Bembridge na wyspie Wight w 1937 roku. Wyróżniana jest forma Prymnesium parvum f. patelliferum (J.C.Green, D.J. Hibberd & R.N. Pienaar) A.Larsen, 1999. Epitet gatunkowy parvum oznacza „drobny”. Niektórzy badacze sugerują, że pierwszy opisany gatunek z rodzaju Prymnesium, czyli Prymnesium saltans, może być utożsamiony z Prymnesium parvum.
Jednokomórkowy organizm o formie wiciowca. Kształt nieregularny, obły. Długość ciała od 8 do 16 μm, a szerokość od 4 do 10 μm. Jak inne haptofity ma dwie gładkie wici służące do poruszania się i znajdującą się między nimi, zwykle krótszą lub im równą, haptonemę, która może służyć do przyczepiania się do podłoża. Haptonema jest dość sztywna. Chloroplasty są złotobrązowe, po dwa w komórce. Komórki okryte są dwuwarstwowymi urzeźbionymi płytkami celulozowymi.  Nie wytwarza kokolitów.
Cykl życiowy prawdopodobnie składa się z trzech stadiów wiciowcowych – dwóch haploidalnych i jednego diploidalnego, oraz stadium przetrwalnego – cysty. Prymnesium parvum f. patelliferum znane jest tylko jako forma haploidalna, podczas gdy forma typowa – jako diploidalna.

## Ekologia
Jest gatunkiem o dość dużej tolerancji ekologicznej. Jest euryhalinowy, występując zarówno w wodach słodkich, jak i morskich, choć typowy dla wód przejściowych. Wzrost jego liczebności powoduje zakwity zarówno wód słodkich, jak i morskich (przybrzeżnych). Zakwity te przybierają złotawą barwę. Jest eurytermiczny, żyjąc w zakresie 2–32 °C.
Jest organizmem miksotroficznym. Oprócz prowadzenia fotosyntezy zdolny jest do pochłaniania materii organicznej, także całych bakterii i innych drobnych organizmów oraz cząstek padliny ryb. Nie musi pobierać witaminy B1, pod warunkiem dostępu do pirymidyny. Miksotrofia pozwala na przeżycie w warunkach niskiej trofii, ale gatunek ten preferuje wody eutroficzne.

## Rozmieszczenie geograficzne
Występuje w różnych regionach świata: w Stanach Zjednoczonych i Brazylii, w Chinach i Nowej Zelandii, w Australii i Izraelu. W Europie notowany w morskich wodach przybrzeżnych: Polski (Zatoka Gdańska), Islandii, Portugalii, Rumunii, Ukrainy, Wielkiej Brytanii, Norwegii, Szwecji i Niemiec, w delcie rzeki Ebro w Hiszpanii, w płytkich jeziorach Węgier, północnych Włoch i w jeziorze Koronia w Grecji. Na Węgrzech, mimo że obecność Prymnesium parvum została potwierdzona dopiero w 2012 roku, przypuszcza się, że od dłuższego czasu gatunek ten występuje cyklicznie w jeziorze Téglagyár w Hajdúszoboszló, dając zakwity co 5-10 lat, skutkujące masowym wymieraniem ryb. Latem 2022 do masowego zakwitu tego gatunku doszło w Odrze, co spowodowało w niej masową śmierć ryb i mięczaków.

## Toksyny
Toksyny Prymnesium parvum określa się mianem ichtiotoksyn. Fakt, że gatunek ten wytwarza i wydziela do wody toksyny zabójcze dla ryb, odkryto w 1939. Pierwsze toksyny wytwarzane przez ten gatunek, czyli prymnezyny wyizolowano w 1995 roku. Są to złożone polietery epoksydowe zawierające m.in. atomy chloru. Enzymy służące do ich syntezy, PKZilla-1 i PKZilla-2, w czasie odkrycia były największymi znanymi białkami, o wadze 4,7 MDa i 3,2 MDa. Wytwarza również inne rodzaje toksyn. Z reguły toksyny te oddziałują na zwierzęta wodne oddychające skrzelami, takie jak ryby, małże i kijanki. Stwierdzono, że ropuchy po przeobrażeniu przestają być wrażliwe. Toksyny zmieniają przepuszczalność błon komórkowych. Skutkuje to szczególnie uszkodzeniem skrzeli. Zatrute ryby krwawią ze skrzeli, wytwarzają więcej śluzu i zmieniają zachowanie, opadając na dno lub próbując czerpać powietrze z atmosfery, lub nawet wydostać się na brzeg zbiornika. Stwierdzono wpływ toksyczności poszczególnych składników toksyn na linie komórkowe pochodzące z przysadki mózgowej szczurów, ale nie ma danych wskazujących na rzeczywistą toksyczność dla ssaków. Mogą mieć właściwości allelopatyczne.
Toksyny Prymnesium parvum wydzielane są do wody w formie miceli. Często działają dopiero po aktywacji. Czynniki aktywacyjne to np. kationy, antybiotyki czy inne substancje. Jednym z czynników zwiększającym wydzielanie toksyn jest szok osmotyczny, czyli nagła zmiana zasolenia wody. Również niedobór któregoś ze składników pokarmowych może prowadzić do zwiększonego wydzielania toksyn w celu przejścia w fazę zakwitu i eliminacji konkurencji. Także w sytuacji przeciwnej – zwiększonego dostępu substancji biogennych dochodzi do rozbudowy populacji, skutkującej większą ilością wydzielanych toksyn. Niektóre toksyny łatwo rozkładane są przez światło słoneczne i dezaktywują się środowisku kwaśnym.
Zakwity powodowane przez Prymnesium parvum wiążą się z rozwojem bakterii z rodzajów Methyloversatilis, Lewinella, Marivita oraz rzędów Rhodobacterales i Rhodocyclales, przy czym nie jest jasne, czy ich obecność ułatwia zakwit, czy też dopiero korzystają one z jego efektów. Z kolei konkurencja z sinicami z rodzajów Microcystis, Cytophaga i Synechococcus sprawia, że ich zakwity stają się mniej prawdopodobne w obecności Prymnesium parvum.